# Derby de Prague
 (janvier 2023).
La derby de Prague est la rivalité qui oppose le Slavia Prague au Sparta Prague, les deux principaux clubs de football de Prague, capitale de la Tchéquie. Ces deux clubs ont remporté à eux deux 15 des 22 éditions du championnat tchèque.

## Histoire
Créé en 1892, le Slavia est considéré comme le club des intellectuels tandis que le Sparta, voyant le jour en 1893, est vu comme le club des ouvriers.
Au sein de la Tchécoslovaquie, le Sparta possède un palmarès plus important que le Slavia : dix-neuf championnats tchécoslovaques et huit coupes de Tchécoslovaquie contre dix championnats et aucune coupe. Le Sparta confirme cette tendance dans les compétitions tchèques en remportant douze championnats et six coupes contre respectivement trois et trois.

## Derby féminin
Le derby de Prague est aussi disputé entre les sections féminines du Slavia et du Sparta. Comme en football masculin, les deux équipes se partagent l'essentiel du palmarès national : depuis 1973, elles ont remporté tous les titres en championnat ; idem en coupe de Tchéquie depuis sa création en 2007-2008. Les deux clubs dominent donc de façon écrasante le football féminin tchèque, ce qui fait que leurs confrontations, en plus d'être décisives, sont souvent le théâtre de tensions. En avril 2021 par exemple, une joueuse du Sparta crache sur la capitaine du Slavia après une défaite 2-0 des Spartiates.

### Palmarès
| Équipe | Champion de Tchéquie | Coupe de Tchéquie                                               | Champion de Tchécoslovaquie |
| ------ | --- | --------------------------------------------------------------- | --------------------------- |
| Slavia | 20 (1970, 1971, 1972, 1974, 1975, 1979, 1983, 1987, 1988, 1992, 1993, 2003, 2004, 2014, 2015, 2016, 2017, 2020, 2022, 2023)                                                                               | 4 (2014, 2016, 2022, 2023)                                      | 2 (1992, 1993)              |
| Sparta | 33 (1976, 1977, 1978, 1980, 1981, 1982, 1984, 1985, 1986, 1989, 1990, 1991, 1994, 1995, 1996, 1997, 1998, 1999, 2000, 2001, 2002, 2005, 2006, 2007, 2008, 2009, 2010, 2011, 2012, 2013, 2018, 2019, 2021) | 10 (2008, 2009, 2010, 2011, 2012, 2013, 2015, 2018, 2019, 2021) | 3 (1989, 1990, 1991)        |

## Navigation